# Acytolepis deronda
Acytolepis deronda är en fjärilsart som beskrevs av Hans Fruhstorfer 1921/22. Acytolepis deronda ingår i släktet Acytolepis och familjen juvelvingar. Inga underarter finns listade i Catalogue of Life.